# Борозенець Олена Сергіївна
Олена Сергіївна Борозенець (нар. 23 лютого 1991, Суми, Україна) — українська акторка кіно та дубляжу.

## Біографія
Народилася у Сумах 23 лютого 1991 року.
У 2013 році закінчила Київський національний університет театру, кіно і телебачення імені Івана Карпенка-Карого (факультет режисури телебачення).
У 2009 році розпочала співпрацю зі студією «Le Doyen» у якості акторки дубляжу.
У 2010 році дебютувала як акторка у проєкті «Таємниці українського кохання», який вийшов в ефірі українського телеканалу «Інтер».
У 2014 році одружилася з медіаменеджером Андрієм Гупало. У 2017 народила доньку Лалі. 
На початку вагітності виконала головну роль у ризиковій зйомці відеокліпу «Мама не вбивай» гурту NUTEKI та реп-виконавця Лігалайз. У перші місяці після пологів знялася в музичному відео гурту KAZKA на пісню «Плакала». Відеокліп зібрав найбільшу кількість переглядів серед авторизованих музичних відео україномовного сегмента YouTube. Станом на листопад 2019 року зафіксовано 285 мільйонів переглядів.

## Фільмографія
| Рік  | Назва                              | Роль               |
| ---- | ---------------------------------- | ------------------ |
| 2010 | Таємниці українського кохання, д/ф | Марічка            |
| 2013 | Свати: сезон 6, т/с                | Журналістка        |
| 2013 | Жіночий лікар: сезон 2, т/с        | Вероніка Зайцева   |
| 2014 | Як гартувався стайл, т/с           | Судова секретарка  |
| 2015 | Слідчі, т/с                        | Юлія Станіславенко |
| 2015 | Володимирська, 15, т/с             | Каріна             |
| 2016 | На лінії життя, т/с                | Медсестра          |
| 2017 | Інфоголік, х/ф                     | Маша               |
| 2016 | Конвой, т/с                        | Дівчина            |
| 2016 | Пес: сезон 2, т/с                  | Наталія Кольцова   |
| 2017 | Вікно життя: сезон 2, т/с          | Аліса Щеглова      |
| 2017 | Що робить твоя дружина?, т/с       | Оля Чаусова        |
| 2020 | І будуть люди, т/с                 | Тетяна Світлична   |
| 2020 | Вірна подруга, т/с                 | Катя Смоліна       |
| 2024 | Перевізниця, т/с                   | Віра / Аліса       |

## Дублювання українською
| Рік  | Назва                              | Роль               |
| ---- | ---------------------------------- | ------------------ |
| 2008 | Рок-табір                          | Кейтлін Ґеллер     |
| 2011 | Лимонадний голос                   | Стелла Ямада       |
| 2014 | Тіні незабутих предків             | Анжела             |
| 2014 | Праведник                          | Менді              |
| 2014 | Люсі                               | Керолайн           |
| 2015 | Губка Боб: Життя на суші           | Сенді              |
| 2015 | Попелюшка                          | Попелюшка          |
| 2015 | Шалений Макс: дорога гніву         | Дружина Джо Здатна |
| 2015 | Багряний пік                       | Едіт Кашинг        |
| 2016 | Зоотрополіс                        | Фру-Фру            |
| 2016 | Мілина                             | Ненсі              |
| 2016 | Стартрек: за межами всесвіту       | Джейла             |
| 2017 | Король Артур: Легенда меча         | Маг                |
| 2017 | Рятувальники Малібу                | Сі Джей            |
| 2017 | Барі Сіл. Король контрабанди       | Люсі Сіл           |
| 2017 | На драйві                          | Дебора             |
| 2018 | Мама Мія 2                         | Дона Шерідан       |
| 2019 | Вчора                              | Еллі               |
| 2019 | Толкін                             | Едіт               |
| 2020 | Губка Боб: Втеча Губки             | Сенді              |
| 2020 | Ми можемо бути героями             | Ведуча             |
| 2021 | Армія мерців                       | Кейт               |
| 2021 | Вулиця страху, Частина перша: 1994 | К. Берман          |
| 2021 | Вулиця страху, Частина перша: 1994 | К. Берман          |
| 2021 | Вулиця страху. Частина третя: 1666 | Крістін            |
| 2021 | Покемон. Фільм: Секрети джунглів   | Джессі             |
| 2024 | Сенді Щікс: Порятунок Бікіні Ботом | Сенді              |

## Музичні відео
- Pianoboy — «Кохання», 2015 р.
- NUTEKI & Лигалайз — «Мама не убивай», 2017 р.
- KAZKA — «Плакала», 2018 р.

## Рекламні відео
- Life. Шалений день., 2015 р.
- Raffaello. А как любите вы?, 2017 р.